# ميغيل أورتيغا
ميغيل أورتيغا (بالإسبانية: Miguel Ortega)‏ هو رياضي خماسي مكسيكي، ولد في 1908 في مدينة مكسيكو في المكسيك، وتوفي في 3 ديسمبر 1996.

## وصلات خارجية
- ميغيل أورتيغا على موقع أوليمبيديا (الإنجليزية)